# Severokorejský jaderný program
Severokorejský jaderný program byl Severní Koreou oficiálně přiznán v roce 2009, kdy země prohlásila, že vyvinula jadernou zbraň. Země drží relativně malý jaderný arzenál. Země podepsala Smlouvu o nešíření jaderných zbraní, od níž odstoupila v roce 2003. Tento krok zdůvodňovala tím, že Spojené státy selhaly v naplňování vzájemné dohody uzavřené v roce 1994, v niž se Severní Korea vzdávala nukleárního programu výměnou za normalizaci vztahů se Spojenými státy a jejich pomoc při budování jaderných elektráren.
9. října 2006 vydala severokorejská vláda prohlášení, ve kterém oznamovala úspěšné provedení prvního severokorejského jaderného testu. Jak Geologické středisko Spojených států, tak japonští seismologové detekovali v udané době zemětřesení o přibližné síle 4,2 Richterovy stupnice s epicentrem na území Severní Koreje. Síla výbuchu byla odhadována jako menší než kilotuna. 6. ledna 2007 severokorejská vláda oficiálně potvrdila, že Severní Korea vlastní atomové zbraně.
V dubnu 2009 byla Severní Korea, podle vyjádření ředitele MAAE Muhammada Baradeje, kvalifikována jako jaderná mocnost. 25. května téhož roku byl proveden další jaderný test, který měl za následek otřesy o síle 4,9 stupňů Richterovy stupnice.
11. února roku 2013 detekovalo Geologické středisko Spojených států otřesy o síle 5,1 stupňů Richterovy stupnice, která byla ohlášena jako třetí podzemní jaderný test. Severní Korea oznámila, že provedla úspěšný jaderný test s lehčí hlavicí a vyšší silou. Neodhalila však přesnější údaje. Jihokorejští vědci odhadli sílu detonace na 6 až 9 kilotun, zatímco německý Spolkový institut přírodních zdrojů odhadl sílu na 40 kilotun.
6. ledna 2016 zaznamenalo Geologické středisko Spojených států otřesy o síle 5,1 stupňů Richterovy škály, které byly označeny za důsledek podzemního jaderného testu. Severní Korea tvrdila, že šlo o test termonukleární zbraně. Tvrzení nebylo ověřeno a Jižní Korea, Čína, Japonsko, Rusko a Spojené státy americké jaderný test odsoudily. 9. září 2016 Severní Korea provedla svůj pátý, a dosud nejsilnější jaderný test provázený otřesy o síle 5,3 stupně.

## Pozadí
Korea je rozdělena od roku 1947. Korejská válka oficiálně probíhala od 25. června 1950, do jakési dohody z 27. července 1953. I přes to, že oficiální mír nebyl nikdy vyhlášen, obě strany striktně odmítají, že válka stále probíhá. Tlak mezi oběma zeměmi však v průběhu let nadále stoupá. Rozmístění amerických jednotek na Korejském poloostrově, či jednání obou armád v blízkosti demilitarizované zóny této situaci rozhodně nepomáhá. Napětí vyvrcholilo v roce 1976, kdy Severní Korea zabila v Demilitarizované zóně dva neozbrojené americké vojáky, kteří káceli stromy. V 90. letech měla na stoupající tlak reagovat šestistranná konference mezi Ruskem, Japonskem, Jižní Koreou, Severní Koreou, USA a Čínou, která měla vyřešit problémy místního režimu. Žádná rozumná dohoda nebyla uzavřena.
19. listopadu 2006 prohlásil severokorejský tisk Minju Jonson, že Jižní Korea buduje armádu, určenou k útoku na zemi: „Jižní Korea otevřeně prohlašuje, že výzkum a představování nových zbraní, je zaměřeno na sever“. Pchjongjang obvinil Jižní Koreu, že chtějí, společně s USA, zaútočit na izolovaný a neozbrojený stát. I když podobné prohlášení slyší lidé v KLDR každý rok několikrát (a USA je vždy dementuje), poslední dobou agresivita vůči oběma zemím nebezpečně roste.

### Plutonium

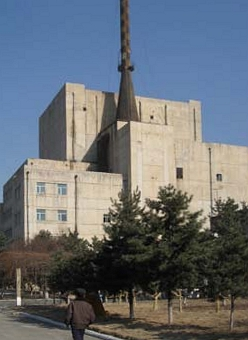
5MW reaktor v centru Jongbjon (GPS 39.795797,125.755015)

Znepokojení se týká dvou reaktorů z výzkumného centra Jongbjon. Obě stanice jsou postavené na technice Magnox, což jsou staré typy jaderných reaktorů. Menší z nich (o výkonu 5 MW), byl dokončen roku 1986 a počítá se, že od té doby vytvořil okolo 8 tun jaderného odpadu. Konstrukce větší stanice (50 MW) byla zahájena v roce 1984, ale v roce 2003 nebyla ještě stále dokončena. Je založená na neutajeném principu anglické elektrárny Calder Hall, která sloužila jako výrobce plutonia pro program Velké Británie. Malá stanice produkuje dostatek materiálu k vytvoření jedné bomby ročně. Pokud je v provozu i druhá stanice, dokáže vyrobit 10 bomb ročně. Odbornicí také spekulují, že malé množství plutonia dodalo Severní Koreji Rusko z jaderného reaktoru IRT-2000, fungujícím na principu těžké vody.
12. března 1993 prohlásila Severní Korea, že hodlá opustit Mezinárodní dohodu proti šíření jaderných zbraní a odmítla vpustit mezinárodní inspektory k výše zmiňovaným reaktorům. V roce 1994 USA věřily, že KLDR má dostatek zpracovaného plutonia na výrobu 10 bomb. Pod diplomatickým tlakem a hrozby bombardování americkým letectvem, přistoupila vláda na zrušení plutoniového programu. Výměnou přislíbily USA a Jižní Korea, že dodají reaktory na principu lehké vody a do doby než budou hotové, zásobují zemi dostatkem ropy. Lehkovodní reaktory totiž potřebují pro funkci obohacený uran, který by se musel dovážet, což by znamenalo alespoň částečnou kontrolu nad spotřebou. Navíc je z odpadu těchto reaktorů daleko těžší vyrobit plutonium. Přesto, díky rostoucím sporům, měnících se požadavků ze strany Severní Koreje a dalším překážkám, nestihla organizace zabývající vývojem energie na korejském poloostrově (Korean Peninsula Energy Development Organization - KEDO), elektrárnu dostavět, a na konci roku 2002 se KLDR vrátila k používání svých starých reaktorů.

### Obohacený uran
Aby USA nemohly počítat s tím, že KLDR neumí obohacovat uran, byl pozastaven projekt na výrobu plutonia (který stejně museli zrušit nebo pozastavit na základě výše zmiňované dohody), a spuštěn projekt na obohacování uranu. Okolo roku 1997 byl vyslán do země Dr. Abdul Quadeer Khan, šéf pákistánského programu, aby dodal technologii a potřebné informace, výměnou za technologii raket vysokého doletu. Informace pocházejí z americké tajné služby. Tento program byl potvrzen v roce 2002, kdy USA oficiálně požádali o uvolnění informací a o jejich jaderném výzkumu. Na základě toho pozastavili USA všechny dodávky ropy, plynoucí z výše uvedené dohody, jakožto hrubé porušení jejich mírové dohody. Odpovědí KLDR bylo obnovení programu na výrobu plutonia, znovu otevření obou reaktorů blízko Pchjongjangu, vyhnání amerických inspektorů a vystoupení z Mezinárodní dohody o nešíření jaderných zbraní.

### Vztah KLDR - USA
I přes to, že George Bush po 11. září 2001 označil KLDR jakožto součást osy zla (Írán, Irák, KLDR), se ozbrojený útok neplánuje. Na blízku však není ani diplomatické řešení, protože, jak řekl John Faller, zástupce ministra zahraničí, USA žádnou dohodu nechce. Podle G. W. Bushe byl mírový program z roku 1994 chybou. Pokud KLDR nedodržela tuto dohodu, proč by měla uzavírat jinou a sponzorovat tak jaderný program. Navíc heslo "Se zlem nebudeme jednat, zlo porazíme", kterého se G. W. Bush drží, mluví jasně.
Trnem v oku není pro Ameriku jen jaderný program, ale taky vládou podporované pašování drog, praní peněz a falšování celosvětových informací jak do země, tak vně zemi. Diplomatické snaha na řešení situace v tomto regionu je velice komplikovaná. Diplomaticky se nechce dohodnout USA a vojensky zase nechtějí zasáhnout ostatní země v regionu. Nikdo z nich si určitě nepřeje aby KLDR vlastnila jaderné zbraně, ale pacifistické Japonsko a armádně slabá Jižní Korea, se obávají proti útokům na vlastním území v případě vojenské akce. Jižní Korea a hlavně Čína se také bojí, že pokud padne režim v KLDR, nebudou ekonomiky zemí schopny utáhnou takový ekonomický a sociální nápor.

## Chronologický vývoj událostí

### 1989
- Sovětský komunismus po celém světě začíná slábnout a Studená válka se blíží ke konci. S oslabující silou SSSR také upadá již tak slabá podpora KLDR, se kterou však mohli po celých 46 let počítat.
- Satelitní fotky USA ukazují výstavbu jaderného komplexu blízko města Jongbjon. Tajná služba USA předpokládá, že Severní Korea, která sice podepsala v roce 1985 Mezinárodní dohodu o nešíření jaderných zbraní, avšak nevpustila inspektory do jaderných elektráren, vyrábí atomovou bombu.
- Jako odpověď navrhuje USA, že pokud Severní Korea začne plně dodržovat Mezinárodní dohodu o nešíření jaderných zbraní, přehodnotí své vztahy a po 45 letech může dojít k dohodě.

### 1991
- Američané v prosinci oficiálně stahují jaderné zbraně z Jižní Koreje. Není jasné zda to ale opravdu udělali. Kolují fámy, že několik zbraní v zemi stále zůstalo ještě z ledna 1958 či roku 1967, kdy země disponovala neuvěřitelnými 950 hlavicemi.

### 1992
- V květnu, dovolila KLDR mezinárodnímu týmu z Agentury Atomové Energie (International Atomic Energy Agency - IAEA), pod vedením Hanse Blixe, poprvé navštívit zařízení v Jongbjonu. Blix a USA se domnívají, že Severní Korea tajně používá zmiňované 5MW reaktory.
- Inspektorům se moc nedaří přinášet pozitivní zprávy. V průběhu 6 měsíců jim je opakovaně zakazováno navštívit dva podezřelé reaktory a místa na zpracování jaderného odpadu. IAEA inspektoři také nachází, že evidence o zpracování jaderného odpadu, nezahrnuje celou produkci.
- V interview pro The Faily Show s Johnem Stewartem (Zakladatel státního sekretariátu Jamese Bakera pro výzkum mezinárodních záležitostí) proniklo, že KLDR měla základy pro jadernou bombu už v letech, kdy vedl tento institut a dnes je velmi pravděpodobné, že udělali další kus práce na její výrobě. (Státní sekretariát vedl od roku 1989 do roku 1992).

### 1993
- V březnu hrozí Korea vystoupením z Mezinárodní dohody o nešíření jaderných zbraní (Nuclear Non-Proliferation Treaty). I přes tlak republikánů, kteří nestojí o dohodu se Bill Clinton schází s Rebertem Galluccim a jmenuje ho hlavním vyjednavačem s korejským režimem. Po 89 dnech prohlašuje Severní Korea, že odstupuje od plánu opustit NPT. (Pro opuštění NPT je dána lhůta 3 měsíců)
- V prosinci prohlašuje ředitel IAEA Blix, že Severní Korea vyrábí atomovou bombu.
- 12. října 1994 Podepisují USA a Severní Korea korejsko-americkou rámcovou dohodu o řešení krize mírovou cestou. Severní Korea se zavazuje k pozastavení produkce plutonia výměnou za dodávky ropy, ekonomickou spolupráci a výrobu 2 moderních lehkovodních reaktorů. Korea rozebírá existující reaktor a spotřebovaný odpad je odvezen ze země. IAEA se stahuje z KLDR.
- 26. října 1994 Ředitel IAEA Hans Blix se nechává slyšet, že jeho agentura není nakloněna uzavřené korejsko-americké dohodě, protože dává KLDR spoustu času na zamaskování druhého reaktoru.
- 18. března 1996 Hans Blix připomíná, že Severní Korea stále nespecifikovala kolik vlastně vlastní plutonia, jak zavazovala dohoda a varoval, že bez IAEA ztratí USA přehled, jestli náhodou Korea přece jen nepoužívá plutonium k výrobě atomové zbraně.
- Říjen 1997 Opotřebované atomové palivové tyče byly pod dohledem IAEA uzavřeny do ocelových krytů.
- 31. srpna 1998 Severní Korea vypálila modifikovanou raketu Tepodong-1 na údajný cíl - severokorejský satelit Kwangmyongsong. Experti předpokládají, že sestřelení satelitu byla jen záminka, jak vyzkoušet raketu s velmi dlouhým dostřelem. Raketa přeletěla přes Japonsko, což způsobilo, že Japonsko zastavilo svou finanční pomoc na výrobu lehkovodních reaktorů.

### 2002
- 7. srpna Začátek stavby lehkovodní elektrárny. Stavbu provádí KEDO, pod dohledem amerických expertů na základě mírové dohody. Konstrukce má velké zpoždění oproti plánovanému dokončení.
- 3-5. října - James Kelly, zástupce ministra zahraničí na návštěvě hlavního města Pchjongjangu vyjádřil své podezření, že Severní Korea začala opět pracovat na atomové zbrani a výzbroji raket. Navíc dodal, že mají důkazy, že KLDR nevyvezla všechen jaderný odpad na základě mírové smlouvy z roku 1994.
- 16. října - KLDR se přiznává, že tajně pracují na výrobě jaderné zbraně. Chtějí se však vrátit k plánu lehkovodních reaktorů výměnou za ropu.
- 17. října - KLDR začíná být smířlivá - Kim Čong-Il povoluje mezinárodním expertům kontrolu jaderných elektráren, aby se přesvědčili, že jsou opravdu mimo provoz.
- 20. října - Mírové rozhovory mezi Severní a Jižní Koreou v Pchjongjangu jsou podkopány doznáním severokorejské vlády o pokračujícím výzkumu. Severní Korea na rozdíl od předchozích 3 dnů začíná svůj program bránit, a obviňovat americkou vládu z nedodržení mírových podmínek ohledně vybudování lehkovodní elektrárny do roku 2003.
- 14. listopadu - Americký prezident George W. Bush prohlašuje, že listopadová zásilka ropy bude poslední, dokud KLDR opravdu nezastaví výrobu zbraně.
- 4. prosince - KLDR odmítla vpustit do země jadernou inspekci.
- 11. prosince - Rakety korejské výroby Scud nalezeny na lodi u hranic Jemenu. Američané ilegálně zadržují loď, ale později jsou nuceni ji propustit, neboť ani jeden ze států neporušil žádný zákon.
- 12. prosince - Obnovení funkce jaderné elektrárny Jongbjon za účelem výroby elektřiny. KLDR to argumentuje slovy, že americké rozhodnutí o zastavení dovozu ropy, je nutí spustit výrobu. USA ruší mírovou dohodu z roku 1994.
- 13. prosince - Severní Korea žádá IAEA o odstranění pečetí, kamer a různého pozorovacího materiálu v elektrárně Jongbjon
- 22. prosince - KLDR sama odstraňuje "pozorovací" zařízení v elektrárně.
- 24. prosince - Začínají opravy Jongbjonské elektrárny včetně montáže bývalých reaktorů. Navzdory celosvětovému tlaku dochází k znovuotevření cest a vlakové dráhy k elektrárně.
- 25. prosince - Severní Korea začíná dopravovat palivové tyče, které se používají k výrobě plutonia
- 26. prosince - IAEA prohlašuje, že bylo dovezeno 1000 palivových tyčí k Jongbjonskému reaktoru.
- 27. prosince - Korea vyhání poslední dva experty IAEA ze země. Oficiálně prohlašuje, že otevírá a upravuje továrnu, aby mohla začít produkovat plutonium pro zbraně během několika měsíců.

### 2003
- 2. ledna - Jižní Korea žádá Čínu, aby využila svého vlivu na Severní Koreu a pokusila se zmírnit napětí ohledně atomového problému. O dva dny později radí Rusko, aby se Pchjongjang vzdal jaderného programu
- 6. ledna - IAEA dává ultimátum - vpustit inspektory OSN do země a zanechat jaderného programu, nebo zásah OSN
- 9. ledna - Severní Korea souhlasila na mírových rozhovorech s Jižní Koreou od 21. ledna
- 10. ledna - KLDR ohlašuje vystoupení z Mezinárodní dohody o nešíření jaderných zbraní.
- 24. ledna - Mírové rozhovory nemají žádný úspěch. Nově zvolený prezident Jižní Koreje navrhuje setkání "z očí do očí" s Kim Čong-Ilem
- 28. ledna - Ve svém novoročním projevu označil Bush Koreu jako diktátorský režim, kde lidé žijí pod neustálým strachem a hladomorem. Obvinil KLDR, že lže ohledně svého jaderného projektu a řekl "Amerika a svět se nenechá vydírat." Na druhý den označuje KLDR projev Bushe jako "neoddiskutovatelné prohlášení agresivity k narušení režimu KLDR" a označila ho jako "nestoudného šarlatána". Do médiích však vyhlásili, že mají zájem na mezinárodních rozhovorech a neagresivním řešení.
- 31. ledna - Nespecifikovatelné tajné služby prohlásily, že během ledna satelit zaměřený na elektrárnu v Jongbjonu zaznamenal velký pohyb, což potvrzuje obavy, že Severní Korea se snaží znovu zpracovávat plutonium pro atomovou bombu. Mluvčí Bílého domu Ari Fleischner pronesl krátké prohlášení, že Severní Korea stále jen provokuje a snaží se jen zastrašit a vydírat.
- 4. února Spojené státy prohlašují, že zvažují rozmístění jednotek v pacifickém prostoru a vrátí své pozemní jednotky na území Jižní Koreje jako zastrašující prostředek proti agresi KLDR.
- 5. února - KLDR říká, že kompletně reaktivovala továrnu a vyrábí nyní plutonium podle plánu.
- 6. února - KLDR varuje USA, že jakékoliv rozhodnutí rozmístit své vojáky v regionu by mohlo vést k preventivnímu útoku na tyto jednotky.
- 16. února - Kim Čong-Il slaví 61 let, ale státní média varují obyvatelstvo, aby bylo vysoce ostražité.
- 17. února - USA a Jižní Korea plánují společné vojenské cvičení na březen
- 24. února - Severní Korea odpaluje raketu, která dopadla do moře mezi Jižní Koreou a Japonskem.
- 25. února - Ro Mu-Hjon zvolen prezidentem Jižní Koreje
- 2. března - Čtyři severokorejské byli zachycené i mezinárodní leteckém prostoru a 22 minut tajně pronásledovány.
- 10. března - Severní Korea vypaluje druhou raketu do moře mezi Jižní Koreou a Japonskem.
- 22. března - Zatímco dopadají bomby na Irák, Jižní Korea a USA pořádají vojenské cvičení, blízko demilitarizované zóny. Nervózní Severní Korea ruší všechny rozhovory s Jižní Koreou
- 1. dubna - USA prohlašuje, že "neviditelná" letadla, která se zúčastnila cvičení zůstanou na místě i po jeho konci.
- 12. dubna - Severní Korea souhlasí s diskuzí s USA
- 23. dubna - Rozhovory začínají v Pekingu. Za stranu USA vede rozhovory zástupce ministra zahraničí James Kelly, za stranu KLDR Li Gun
- 24. dubna - Severní Korea tvrdí USA, že vlastní jadernou zbraň a má 8.000 opotřebovaných palivových tyčí (na kterých se nachází plutonium) a je schopna vyrobit další zbraně k zastrašení. Nabízí ukončení jejich výroby, pokud USA zruší dohodu s Jižní Koreou z roku 1992, která zakazuje přítomnost jaderných zbraní na poloostrově.
- 15. května - Jihokorejský prezident Ro Mu-Hjon se setkávám s G. W. Bushem za účelem projednání situace. Ze strachu však se zrušením dohody nesouhlasí.
- 9. června - KLDR prohlašuje, že vyrobí více jaderných zbraní zastrašujícího účelu, dokud USA neskončí se svou nepřátelskou politikou. Atomové bomby vlastní jen na svou obranu
- 9. července - Jihokorejská informační agentura prohlašuje, že Severní Korea začala zpracovávat malé množství z 8000 palivových tyčí
- 1. srpna - Severní Korea souhlasí s šestistrannými diskuzemi. K jednání jsou pozvány kromě USA a KLDR, Japonsko, Čína, Jižní Korea a Rusko.
- 27-29. srpna - jedná se v Peking, ovšem slibovaný "most mezi Washingtonem a Pchjongjangem" se vybudovat nepodařil. Delegáti ale souhlasí, že se opět sejdou.
- 2. září - Severní Korea oficiálně prohlásila, že začala zpracovávat palivové tyče
- 30. září - KLDR souhlasí k návratu za jednací stůl. Říká, že je připravena zvážit nabídku míru USA a zrušení embarga za ukončení programu.
- 9. prosince - Korea nabízí pozastavení programu výměnou za zrušení všech embarg. Dokud však Washington nebude souhlasit, nebudou probíhat žádné další rozhovory. USA nesouhlasí a požaduje přímé zrušení -nikoli další rozhovory - výměnou za zrušení embarg.
- 27. prosince - KLDR souhlasí s dalšími rozhovory v průběhu začátku roku 2004

### 2004
- 2. ledna - Jižní Korea potvrzuje že KLDR odsouhlasila přístup skupině amerických expertů do jaderné elektrárny Jongbjon
- 10. ledna - Neoficiálně americký tým navštěvuje tzv. "zastrašující jaderné" středisko v Jongbjonu
- 22. ledna - Vědec Siegfried Hecker, člen týmu, řekl v americkém kongresu, že jim bylo ukázáno plutonium připravené na výrobu zbraně, ale žádná známka jaderné zbraně
- 25. února - Druhé kolo šestistranných diskuzí v Pekingu
- 23. května - Atomoví experti OSN dali najevo, že vyšetřují podezření, že Severní Korea tajně posílá uran do Libye.
- 23. června - Třetí kolo šestistranných diskuzí - USA nabízí ropnou pomoc za zastavení projektu. Opět bezúspěšně.
- 24. července - KLDR odmítá zodpovědnost za uran v Libyi. Obviňuje USA ze zostřování diskuze a ruší všechny rozhovory.
- 23. srpna - Severní Korea otevřeně hovoří o G. W. Bushovi jako o imbecilovi a "tyranovi, který odsunul do stínu i Hitlera". Bush hovoří o Kim Čong-Ilovi jako "zamindrákovaném tyranovi"
- 28. října - Severní Korea prohlašuje že zpracovala plutonium ze všech 8000 tyčí a vyrábí další hlavice, určené na obranu proti atomové hrozbě Spojených států.

### 2005
- 14. ledna - Severní Korea chce znovu jednat.
- 19. ledna - Nově zvolená ministryně Condoleezza Riceová označuje KLDR jako jednu ze šesti zemí tzn. "Základen zla, ve kterých musí USA pomoci nastolit svobodu.
- 10. února - KLDR ruší nabídku k jednání, na blíže nespecifikované období. Obviňuje Bushovu administrativu jako zaujatou.
- 18. dubna - Jižní Korea informuje, že reaktor Yungbyon byl pozastaven aby mohl být vyjmut nový jaderný odpad pro výrobu dalších zbraní
- 1. května - Severní Korea vypaluje raketu krátkého doletu do Japonského moře zrovna v době, kdy mají schůzku zástupci Mezinárodní dohody o nešíření jaderných zbraní.
- 11. května - Korea potvrzuje, že získala plutonium z vypnutého reaktoru a zvyšuje tak svůj jaderný arzenál.
- 16. května - PO 10 měsících první diskuze mezi Severní a Jižní Koreou.
- 7. června - Čínský vyslanec pro OSN prohlásil, že Severní Korea se během pár týdnů chce vrátit k šestistranným diskuzím.
- 12. června - Jižní Korea nabízí KLDR obrovské množství elektřiny jako stimul k zastavení jaderného programu.
- 25. června - Čtvrté kolo šestistranných diskuzí, které se 7. srpna dostává do slepé uličky. 13. jsou diskuze obnoveny. Severní Korea požaduje lehko-vodní reaktory.
- 20. listopadu - KLDR neukončí svůj program dokud nedostane lehko-vodní generátor. Jiná diskuze nepřipadá v úvahu.
- 20. prosince - To se USA nelíbí, obě strany se znovu různě obviňují. Severní Korea prohlašuje, že začíná dodělávat rozestavěný reaktor po svém, když USA nechtějí tohle řešení

### 2006

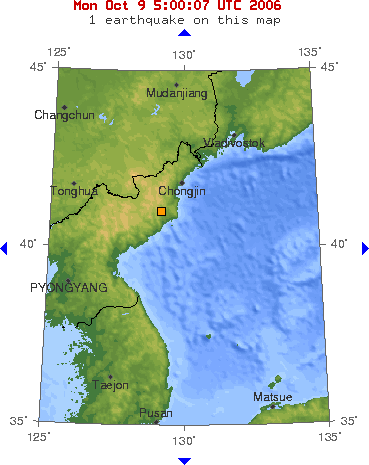
Místo výbuchu z 9. října 2006, zdroj: Geologické středisko Spojených států

- 4. června - Severní Korea vypaluje nejméně 6 raket, včetně Taepong-2 (raketa dlouhého dostřelu). 5. června pokusy opakuje a nedbá na celosvětové varování. 6. června KLDR prohlašuje, že v testech bude pokračovat, pokud za poslední testy budou následovat jakékoliv další postihy. Americká televize cituje tajné služby, které hlásí, že Korea má připraveny další rakety na odpálení.
- 3. října - Severní Korea prohlašuje, že plánuje test jaderné zbraně, jako reakci na politiku USA
- 5. října - Americký velvyslanec důrazně varuje před nadcházejícím testem, s tím, že tento akt bude brán jako obrovská provokace.
- 9. října - Severní Korea prohlásila, že provedla jaderný test. Oficiální severokorejská agentura, uvedla, že test byl podzemní a úspěšný a že radioaktivita neprosakuje. Jižní Korea specifikovala čas na 10:36 a polohu - blízko města Kilju. Podle odborníku proběhlo v této oblasti zemětřesení o síle 4,2 Richterovy stupnice.
- 10. října - Několik západních vědců zpochybnilo, že tento test byl úspěšný. Síla výbuchu byla přibližná jakožto 500m2[zdroj⁠?!], což však v porovnáním testy Indie či Pákistánu z let 1998, bylo 24x, resp. 50x méně
- 14. října - OSN přijalo rezoluci jež zavadí obrovské sankce na Severní Koreu. U Ruska a Číny se nedostalo takové podpory, jako od ostatních zemí.
- 18. prosince - Šestičlenné jednání opět pokračují

### 2007
- 13. ledna - Severokorejský jednatel Song-Il-ho sdělil svému protějšku Taku Jamasaki z Japonska, že další test bude záležet na chování USA.
- 16. ledna - Je dojednán Berlín jakožto neutrální místo pro jednání. Severní Korea toto jednání považuje za dvoustranné, USA jakožto přípravu na další kolo šestičlenného jednání.
- 26. ledna - Hlavní ruský vyjednavač Alexandr Losjukov prohlásil, že další šestistranné diskuze začnou někdy na konci února či začátku března. Nejspíše 5.3. - 8.3. 2007
- 14. února - Hlavní ruský jaderný velvyslanec Jurij Grabovski zjišťuje kritické množství přechovávaného plutonia, jež podle jeho slov vystačí až na 28 jaderných bomb. Tuto situaci následně odsoudí celý svět.

### 2009
- 25. května KLDR provedla svou druhou jadernou zkoušku, což přimělo Radu Bezpečnosti OSN ke zpřísnění sankcí[5]

### 2012
- 1. března, po diplomatických jednáních s USA souhlasila KLDR s přerušením jaderných testů a raket dlouhého doletu stejně jako programu na obohacování uranu. Též souhlasí s monitorováním reaktoru v Jongbjonu inspektory OSN. To vše za dovezení potravin pro severokorejský lid.[6]

### 2013
- 30. března - KLDR otevřeně vyhlásila válku Jižní Koreji, Kim Čong-un nařizuje raketovým vojskům bojovou pohotovost. Americké ministerstvo zahraničí tvrdí, že je USA schopno bránit sebe i své spojence. Severokorejská agentura KCNA uvádí, že toto opatření vyprovokovaly americké bombardéry B-2, které nad KLDR prolétaly. (Zpráva KCNA)
- 12. února 2013 - KLDR provedla třetí jadernou zkoušku a otřesy dosáhly 4,9 stupňů Richterovy stupnice. Nálož bylo oproti předešlé menší, vývoj tak směřoval k možnosti umístění bomby na balistickou raketu. Tu přitom KLDR otestovala v prosinci 2012. KLDR prohlásila, že její jaderný program je namířen proti Spojeným státům.[7]

### 2016
- 6. ledna – KLDR oznámila, že v ten den v 10:00 hod (UTC+8,5) úspěšně otestovala vodíkovou bombu a že bude nadále posilovat svůj jaderný program, aby posílila obranu proti nepřátelské politice Spojených států. Zároveň uvedla, že svůj jaderný arzenál použije pouze v případě ohrožení své svrchovanosti a že jej neposkytne nikomu dalšímu. Okolní státy a USA zkoušku považovaly za vážnou hrozbu. Šlo v pořadí o 4 jadernou zkoušku na území KLDR a následné otřesy byly v síle 4,9 až 5,1 stupňů Richterovy škály.[8] Že šlo o test vodíkové bomby zatím nebylo potvrzeno a odborníci jsou skeptičtí. O několik dní později USA zareagovaly tak, že nad Jižní Koreou přeletěl jejich strategický bombardér B-52 schopný nést jaderné zbraně. Nízký přelet nad americkou leteckou základnou v Osanu v doprovodu letounů F-15K Slam Eagle má odradit KLDR od útoku na Jižní Koreu, Japonsko a USA.[9] OSN po zkoušce uvalila na KLDR sankce.[10]

- 17. srpna – Severní Korea potvrdila obnovení výroby plutonia v jaderném zařízení v Jongbjonu v rámci zpracovávání vyhořelého paliva z atomového reaktoru a ohlásila záměr pokračovat v jaderných zkouškách tak dlouho, dokud se bude cítit ohrožovaná Spojenými státy americkými. Potvrdila se tak podezření z června, kdy Mezinárodní agentura pro atomovou energii uvedla, že v Jongbjonu obnovil provoz reaktor pro obohacování nebo přeměnu plutonia o výkonu 5 MW. Jeho činnost byla zastavena v roce 2007 v rámci dohody s cílem ukončit severokorejský jaderný program výměnou za humanitární pomoc. Pak byla ještě činnost obnovena na několik měsíců v letech 2013 a 2014. Severokorejská výrobní kapacita umožňuje vyrobit každoročně materiál pro jednu atomovou bombu a odborníci v době vydání zprávy odhadovali, že má KLDR k dispozici 7 až 12 jaderných bomb nebo hlavic.[10]

- 9. září – byl proveden pátý, dosud nejsilnější jaderný test provázený otřesy o síle 5,1 stupně.[4]

## Balistické rakety
V roce 2009 bylo provedeno několik testů balistických raket. 5. dubna 2009 byla odpálena raketa dlouhého doletu, která údajně (dle oficiálních informací) vynesla na oběžnou dráhu komunikační satelit. 26. května 2009 byly odpáleny 3 rakety krátkého doletu. 4. července 2009 bylo odpáleno 7 balistických raket, z čehož dle jihokorejské agentury Jonhap byly 3 dlouhého doletu, schopné zasáhnout Japonsko..
KLDR dle některých zdrojů disponuje raketami krátkého doletu s doletem do 150 km, raketami Scud-B (Hwasong-5) s doletem 340 km, Scud-C (Hwasong-6) s doletem 500 km, Scud-D (Rodong-1) s doletem až 1300 km, Rodong-2 s doletem až 2000 km, Tepodong-1 s doletem až 2300 km, rakety typu IRBM (Musudan) s doletem až 3000 km a pracuje na vývoji rakety Taepodong-2 s předpokládaným doletem 4500 až 6700 km.

## Důsledky
Světoví seismologové po čtvrtém jaderném testu varovali, že další výbuch by mohl probudit obávanou sopku Pektusan. Výbuchy v její extrémní blízkosti 115 km pro ni představují přímé ohrožení. Silné zemské otřesy mohou narušit celistvost magmatického krbu a zrychlit tak sopečnou aktivitu. Podle matematického modelu by výbuch sopky mohly vyvolat otřesy o síle 5 až 7,6 stupňů Richterovy škály, přičemž poslední jaderný test měl 5,3 stupňů.